# Delta Arae
Désignations
Delta Arae (δ Arae, δ Ara) est une étoile double de la constellation australe de l'Autel. Elle a une magnitude apparente de 3,62 et est donc visible à l'œil nu. Sur la base d'une parallaxe annuelle de 16,48 mas, elle est à environ 198 années-lumière de la Terre.
Delta Arae est une étoile massive de la séquence principale de type spectral de B8 Vn. Le suffixe 'n' indique que les raies d'absorption sont fortement élargies car l'étoile tourne rapidement sur elle-même. Elle a une vitesse de rotation projetée de 255 km/s, créant un bourrelet équatorial avec un rayon 13% plus important que le rayon polaire. Elle possède une compagne de magnitude 9,5 de la séquence principale de type G qui forme peut-être un système binaire avec Delta Arae.
Il y a également une double visuelle de 12e magnitude située à 47,4 arcsecondes avec un angle de position de 313°.

## Étymologie
Delta Arae était appelée 龜三 (signifiant "la troisième (étoile) de Guī", la tortue) dans l'astronomie chinoise traditionnelle,.
Allen l'a appelée ainsi que ζ Arae Tseen Yin (天陰). Il a probablement confondu la constellation de l'Autel (Ara) avec celle du Bélier (Ari). Tseen Yin étant en réalité dans le Bélier,.